# Atherurus
Atherurus és un gènere de rosegadors histricomorfs de la família Hystricidae coneguts vulgarment com a porc espins de cua gran.
Els seus cossos són llargs amb forma de rata. S'alimenten de la vegetació, però també d'insectes i carronya. Viuen en grups en entre 6 i 8 animals. El rècord de longevitat d'un animal captiu fou de gairebé 23 anys.

## Taxonomia
- Atherurus africanus
- Atherurus macrourus